# Măstăcani
Măstăcani es una comuna ubicada en el distrito de Galați, Rumania.

## Superficie
Posee una superficie de 65,22 kilómetros cuadrados.

## Demografía
Hasta 2021 la población era de 3783 habitantes, con una densidad de población de 58,0 habitantes por kilómetro cuadrado.